# Ariranha do Ivaí
Ariranha do Ivaí is een gemeente in de Braziliaanse deelstaat Paraná. De gemeente telt 2.533 inwoners (schatting 2009).

## Aangrenzende gemeenten
De gemeente grenst aan Cândido de Abreu, Ivaiporã, Manoel Ribas en Rosário do Ivaí.